# 小行星25543
小行星25543（25543 Fruen）是一颗绕太阳运转的小行星，为主小行星带小行星。该小行星于1999年12月发现。

## 轨道参数
小行星25543的轨道半长轴为460 238 251 km（3.0764589 UA），离心率为0.071。